# H-bridge

Schema di principio di un ponte ad 'H'

Il ponte H (full-bridge), anche detto ponte ad H o ponte a H, è un circuito elettronico che può funzionare nei quattro quadranti del piano corrente-tensione sul carico. In altre parole, tensioni e correnti sul carico possono essere indifferentemente positive o negative.

## Funzionamento
Il ponte H, chiamato anche chopper a quattro quadranti, rappresenta un convertitore a quattro quadranti, nel quale cioè la tensione sul carico M può essere invertita rispetto alla tensione di ingresso Vd.

I due stati di un ponte H

Nello schema compaiono quattro switch, due per ramo. La tensione di ingresso è fissa e pari a Vd, mentre quella di uscita è pari a V0 e può essere controllata in polarità, variando la combinazione di switch contemporaneamente attivati. Più nel dettaglio (v. secondo schema), si avranno due condizioni di attivazione:
1. nel ramo sinistro si attiva solo lo switch inferiore e nel destro solo lo switch superiore
2. nel ramo sinistro si attiva solo lo switch superiore e nel destro solo lo switch inferiore

## Realizzazione
Gli switch possono essere realizzati in vari modi:
- come interruttori elettromeccanici controllati, ovvero relé
- come dispositivi a stato solido (transistori) in un circuito discreto
- come circuito a stato solido integrato

In linea di principio gli switch dello stesso ramo non conducono mai simultaneamente, ovvero non può avvenire l'accensione contemporanea degli switch di uno stesso ramo o "gamba", per evitare i cosiddetti “corti di gamba”. Nel caso delle realizzazioni a stato solido, questa situazione porterebbe alla distruzione dei componenti di un ramo. Poiché in una realizzazione fisica non si può garantire mai una transizione in tempo zero, nella pratica sarà previsto un intervallo di tempo molto piccolo (detto blanking time) in cui gli switch della stessa gamba saranno in condizione di off.

## Utilizzi
Il fatto che in questo tipo di convertitore corrente e tensione di carico possono essere sia positive che negative consente di operare dispositivi che richiedono una inversione della tensione o della corrente.
Per esempio, nel caso di un motore in continua, questo tipo di convertitore può controllare il flusso di potenza e la velocità del motore in quattro differenti regimi:
1. nel funzionamento diretto (tensione e corrente di carico positive)
2. nella frenatura a recupero diretto (tensione di carico positiva e corrente di carico negativa)
3. nel funzionamento inverso (tensione e corrente di carico negative)
4. nella frenatura a recupero inverso (tensione di carico negativa e corrente di carico positiva).

Un altro uso tipico si ha nel caso di un solenoide di tipo "latching". In questo dispositivo una struttura magnetica consente al meccanismo di restare indefinitamente in ciascuno dei due stati ON e OFF; in altre parole, è un dispositivo elettromeccanico bistabile. Applicando per un breve tempo un impulso di tensione diretta (positiva) il dispositivo viene portato nello stato ON; con una tensione inversa (negativa), si porta nello stato OFF.